# AHL 1955/56
Die Saison 1955/56 war die 20. reguläre Saison der American Hockey League (AHL). Während der regulären Saison bestritten die sechs Teams der Liga jeweils 64 Spiele. Die vier besten Mannschaften der AHL spielten anschließend in einer Play-off-Runde um den Calder Cup.

## Reguläre Saison

### Abschlusstabellen
Abkürzungen: GP = Spiele, W = Siege, L = Niederlagen, T = Unentschieden, OTL = Niederlage nach Overtime, GF = Erzielte Tore, GA = Gegentore, Pts = Punkte

Erläuterungen: In Klammern befindet sich die Platzierung innerhalb der Conference;       = Playoff-Qualifikation,       = Division-Sieger,       = Conference-Sieger

#### Reguläre Saison
|                     | GP | W  | L  | T | GF  | GA  | Pts |
| ------------------- | -- | -- | -- | - | --- | --- | --- |
| Providence Reds     | 64 | 45 | 17 | 2 | 263 | 193 | 92  |
| Pittsburgh Hornets  | 64 | 43 | 17 | 4 | 271 | 186 | 90  |
| Buffalo Bisons      | 64 | 29 | 30 | 5 | 239 | 250 | 63  |
| Cleveland Barons    | 64 | 26 | 31 | 7 | 225 | 231 | 59  |
| Hershey Bears       | 64 | 19 | 39 | 6 | 218 | 271 | 44  |
| Springfield Indians | 64 | 17 | 45 | 2 | 212 | 297 | 36  |

### Beste Scorer
Abkürzungen: GP = Spiele, G = Tore, A = Assists, Pts = Punkte, +/- = Plus/Minus, PIM = Strafminuten; Fett: Saisonbestwert
| Spieler           | Team               | GP | G  | A  | Pts | PIM |
| ----------------- | ------------------ | -- | -- | -- | --- | --- |
| Zellio Toppazzini | Providence Reds    | 64 | 42 | 71 | 113 | 44  |
| Willie Marshall   | Pittsburgh Hornets | 58 | 45 | 52 | 97  | 47  |
| Camille Henry     | Providence Reds    | 59 | 50 | 41 | 91  | 8   |
| Ken Wharram       | Buffalo Bisons     | 59 | 27 | 63 | 90  | 27  |
| Dunc Fisher       | Hershey Bears      | 60 | 40 | 43 | 83  | 73  |
| Paul Larivée      | Providence Reds    | 54 | 27 | 53 | 80  | 38  |
| Fred Glover       | Cleveland Barons   | 64 | 42 | 57 | 79  | 187 |
| Larry Wilson      | Buffalo Bisons     | 62 | 39 | 39 | 78  | 74  |

## Calder-Cup-Playoffs

### Modus
Für die Play-offs qualifizierten sich die vier besten Mannschaften der American Hockey League. Im Halbfinale und Finale spielten diesen den Calder-Cup-Gewinner aus. Das Halbfinale wurde im Modus Best-of-Five ausgetragen, während das Finale im Modus Best-of-Seven stattfand.

### Play-off-Übersicht
|  | Halbfinale | Halbfinale         | Halbfinale |  |  | Finale | Finale           | Finale |
|  |            |                    |            |  |  |        |                  |        |
|  |            |                    |            |  |  |        |                  |        |
|  | 1          | Providence Reds    | 3          |  |  |        |                  |        |
|  | 3          | Buffalo Bisons     | 2          |  |  |        |                  |        |
|  |            |                    |            |  |  | 1      | Providence Reds  | 4      |
|  |            |                    |            |  |  | 4      | Cleveland Barons | 0      |
|  | 2          | Pittsburgh Hornets | 1          |  |  |        |                  |        |
|  | 4          | Cleveland Barons   | 3          |  |  |        |                  |        |
|  |            |                    |            |  |  |        |                  |        |

## Vergebene Trophäen

### Mannschaftstrophäen
| Auszeichnung                                              | Team            |
| --------------------------------------------------------- | --------------- |
| Calder Cup Gewinner der AHL-Playoffs                      | Providence Reds |
| F. G. „Teddy“ Oke Trophy Bestes Team der regulären Saison | Providence Reds |

### Individuelle Trophäen
| Auszeichnung                                                                  | Spieler           | Team               |
| ----------------------------------------------------------------------------- | ----------------- | ------------------ |
| Les Cunningham Award MVP der regulären Saison                                 | Johnny Bower      | Providence Reds    |
| John B. Sollenberger Trophy Bester Scorer                                     | Zellio Toppazzini | Providence Reds    |
| Dudley „Red“ Garrett Memorial Award Bester Rookie                             | Bruce Cline       | Providence Reds    |
| Harry „Hap“ Holmes Memorial Award Torhüter mit dem geringsten Gegentorschnitt | Gil Mayer         | Pittsburgh Hornets |